# Anders Magnus Wennersten
Anders Magnus Wennersten, född den 18 juni 1798 på Upperud i Skålleruds socken, död den 8 mars 1860 i Dals-Eds socken, var en svensk präst, kusin till Fredrik Wennersten.
Wennersten blev student vid Uppsala universitet 1816 och filosofie kandidat 1820. Efter sin prästvigning (med åldersdispens) samma år återvände han till Uppsala universitet, där han blev filosofie magister följande år. Efter tjänstgöring som huspredikant och brukspredikant och avlagd pastoralexamen 1828 valdes han enhälligt till kyrkoherde i Eds pastorat i Dalsland 1833, en tjänst som tillträdde året därpå. 1860 blev han kontraktsprost i Västra Dals kontrakt och åren 1851 och 1857 utsågs han till revisor vid lånekontoret i Göteborg. 
Som kyrkoherde gjorde han sig känd som en ordningsman, som styrde sina församlingar med fast hand.  Inte minst skolväsendet var föremål för hans nitiska omsorger.